# گابریل لالمان
گابریل لالمان قدیس (به فرانسوی: Gabriel Lalemant)(زادهٔ ۳ اکتبر ۱۶۱۰- مرگ ۱۷ مارس ۱۶۴۹) مبلغ مسیحی پیرو انجمن عیسی و از دید آیین کاتولیک یکی از شهیدان و قدیسین کانادایی‌است.
او که زادهٔ فرانسه بود در ۱۶۴۶ به کبک رفت. پیش از آن در فرانسه به آموختن خداشناسی پرداخته‌بود. در سپتامبر ۱۶۴۸ او در جایگاه دستیار و همراه پدر ژان دو بربوف به مأموریتی تبلیغی به وندیک فرستاده‌شد. پس از شش ماه به دست سرخ‌پوستان ایروکوی دستگیر می‌شود و تا زمان مرگش در ۱۶۴۹ به دست آنان شکنجه می‌شود.
لالمان پس از مرگ در ۱۹۳۰ از سوی پاپ پیوس یازدهم یکی از قدیسان شناخته‌شد.

## نگارخانه

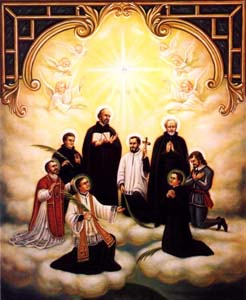
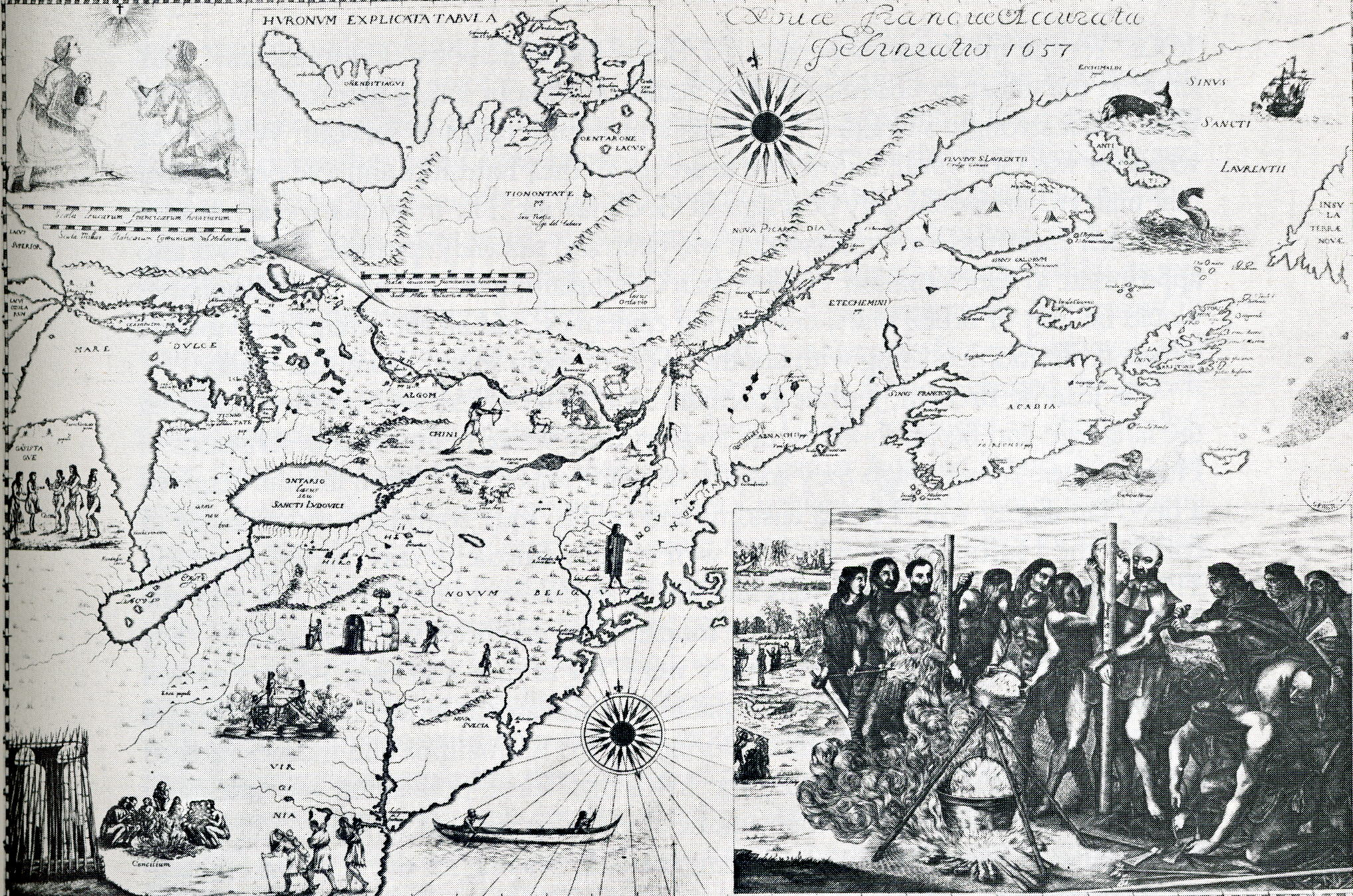
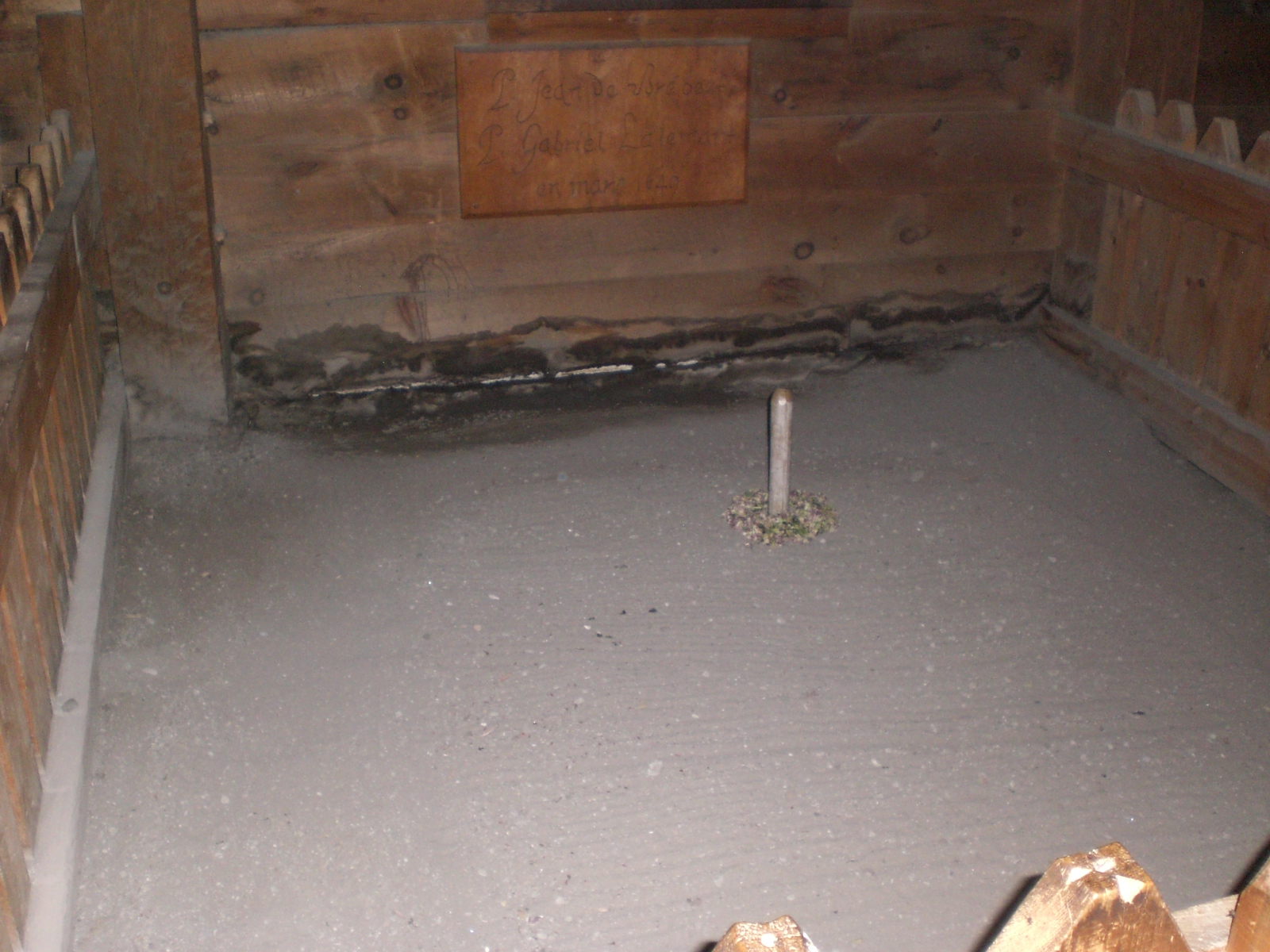